# Mureș (fiume)
Il fiume Mureș (Maros in ungherese, Mieresch o Marosch in tedesco; anticamente era conosciuto con il nome latino di Marisus) è un corso d'acqua che attraversa la Romania e l'Ungheria e dopo 761 km si getta nel Tibisco.
Nasce in Romania, nei Carpazi orientali (in rumeno Carpații Orientali), dal monte Hășmașu Mare, nel comune di Voșlăbeni, non lontano dalla sorgente di un altro grande fiume rumeno, l'Olt, di cui è detto il fiume fratello. Dalla montagna da cui nasce si getta verso la depressione di Giurgeu per andare a tagliare da oriente ad occidente la Transilvania, separando in essa altre regioni geografiche, l'Altopiano del Târnava con la Pianura della Transilvania e, nei Carpazi Occidentali, i Monti Apuseni dai Monti Poiana Ruscă, creando in questo tratto un corridoio naturale che unisce il suo grande bacino transilvanico con la grande pianura ungherese, una regione geografica storicamente chiamata Banato.
Quest'area ha come suo fiume maggiore il Tibisco. Affluente di quest'ultimo, il Mureș, termina nell'estremo sud-est dell'Ungheria, non lontano dalla città di Seghedino (capoluogo della provincia di Csongrád) dopo aver attraversato altre importanti città di questa parte di Europa orientale tra cui Makó (sempre in Ungheria), Arad (capoluogo del distretto omonimo), Deva (capoluogo del distretto di Hunedoara), Alba Iulia (capoluogo del distretto di Alba), Târgu Mureș (capoluogo del distretto di Mureș), e Toplița (municipio del distretto di Harghita dove è situata la sorgente del Mureș) quindi, tranne quest'ultimo, possiamo vedere che lungo le sponde del Mureș sorgono tutte le città capoluogo delle province che esso attraversa.
Gli affluenti maggiori del Mureș sono per quanto riguarda la sua sponda sinistra: il Niraj, il Târnava Grande ed il Târnava Piccolo (i quali si uniscono nei pressi della città di Blaj nel distretto di Alba, pochi chilometri prima di gettarsi nel Mureș), il Sebeș, Strei e Cerna; a destra l'Arieș e l'Ampoi.
 Anticamente era chiamato Marisus.